# لفافة بطنية
اللفافة البطنية (باللاتينية: fascia abdominis) هو مصطلح يشير إلى عدة طبقات من اللفافات الدهنية الموجودة في منطقة البطن. تستخدم هذه اللفافات في بعض عمليات إعادة بناء الثدي.